# Bet Nekofa
Bet Nekofa (hebr. ‏בֵּית נְקוֹפָה‎) – moszaw położony w Samorządzie Regionu Matte Jehuda, w Dystrykcie Jerozolimy, w Izraelu.

## Położenie
Leży w górach Judzkich w odległości około 10 km na zachód od Jerozolimy, w otoczeniu miasteczek Abu Ghausz i Mewasseret Cijjon, kibucu Kirjat Anawim i wioski Ajn Nakkuba.

## Historia
Pierwotnie znajdowała się tutaj arabska wioska Bajt Nakkuba, której mieszkańcy uciekli podczas wojny domowej w Mandacie Palestyny w kwietniu 1948 roku. Opuszczoną wioskę zajęły 11 kwietnia 1948 roku żydowskie siły Hagany, które wysadziły wszystkie arabskie domy.
Współczesny moszaw został założony w 1949 roku przez żydowskich imigrantów z Jugosławii.

## Gospodarka
Gospodarka moszawu opiera się na rolnictwem i sadownictwie.

## Komunikacja
Przy moszawie przebiega autostrada nr 1.